# NGC 1026
NGC 1026 é uma galáxia lenticular (S0) localizada na direcção da constelação de Cetus. Possui uma declinação de +06° 32' 40" e uma ascensão recta de 2 horas, 39 minutos e 19,2 segundos.
A galáxia NGC 1026 foi descoberta em 24 de Dezembro de 1864 por Albert Marth.